# Uniemino
Uniemino (przed 1945 r. niem. Nemmin) – wieś w Polsce położona w województwie zachodniopomorskim, w powiecie szczecineckim, w gminie Borne Sulinowo.
Majątek za czasów niemieckiej jurysdykcji na tym terenie należał do rodziny von Münchow i rodziny von Vangerow.
Wieś w roku 2011 liczyła 135 mieszkańców.